# Зятковецька сільська рада
| Зятковецька сільська рада — колишній орган місцевого самоврядування у Гайсинському районі Вінницької області з адміністративним центром у с. Зятківці. Сільській раді були підпорядковані населені пункти: - с. Зятківці - с. Бур'яни - с-ще Зятківці - с-ще Лісна Поляна |

## Склад ради
Рада складалася з 16 депутатів та голови.

## Керівний склад сільської ради
| ПІБ                        | Основні відомості                                                                 | Дата обрання | Дата звільнення |
| -------------------------- | --------------------------------------------------------------------------------- | ------------ | --------------- |
| Драч Леонід Іванович       | Сільський голова, 1956 року народження, освіта, член Народно-демократичної партії | 26.03.2006   | 31.10.2010      |
| Керанчук Микола Григорович | Сільський голова, 1963 року народження, освіта вища                               | 31.10.2010   |                 |

Примітка: таблиця складена за даними джерела

## Історія
На 1 жовтня 1959 Зятківецька, площа 3676 га, населення 3233 чоловік, 4 сільських населених пункта.